# Ndyuka
Ndyuka, ndjuka o aukan, también llamado ndyuká tongo u okanisi, es un idioma Criollo basado en el inglés que se habla en Surinam. Es usado por alrededor de 25 000 a 30 000 personas que habitan en el interior del país, en lo profundo de la selva tropical. 
Se asocia con el pueblo cimarrón, que lo considera una seña identitaria y de orgullo. El ndyuka, que se emparenta con lenguas africanas, es hablado por los descendientes de esclavos que fueron llevados a Surinam hace unos tres siglos, para ser obligados a trabajar en las plantaciones coloniales. Muchos de ellos se escaparon e internaron profundamente en las selvas tropicales, donde formaron su propia comunidades a lo largo de varios ríos del este del país, ingresando en ocasiones y creando algunos asentamientos en la vecina Guayana Francesa. Estas fueron las circunstancias del desarrollo de la lengua. 
En las últimas décadas un gran número de hablantes del ndyuka se han desplazado de sus aldeas ancestrales a las zonas costeras, especialmente a Paramaribo, la capital del país, y sus alrededores.
La base del ndyuka es el inglés y lenguas africanas, con influencias menores del portugués y otros idiomas. Está estrechamente relacionado con los idiomas aluku (o boni) y paramaccan, y más lejanamente con el kwinti.
El silabario afaka fue concebido para el ndyuka en 1908.